# Napomyza subeximia
Napomyza subeximia este o specie de muște din genul Napomyza, familia Agromyzidae, descrisă de Spencer în anul 1985.
Este endemică în Kenya. Conform Catalogue of Life specia Napomyza subeximia nu are subspecii cunoscute.